# Петров, Борис Николаевич (учёный)
Бори́с Никола́евич Петро́в (26 февраля [11 марта] 1913, Смоленск — 23 августа 1980, Москва) — советский учёный в области автоматического управления, академик АН СССР (1960; член-корреспондент 1953), Герой Социалистического Труда (1969). Лауреат Ленинской премии и Государственной премии СССР.
Один из основоположников советской космонавтики, работавший с ведущими деятелями ракетостроения и космонавтики: С. П. Королёвым, В. П. Глушко, М. К. Янгелем, В. Н. Челомеем, В. Ф. Уткиным, М. Ф. Решетнёвым, В. П. Мишиным, Н. А. Пилюгиным.

## Биография
Родился в городе Смоленске. Отец работал бухгалтером, умер в 1929 году. Мать — врач, погибла в 1919 году, заразившись сыпным тифом во время борьбы с эпидемией.
- После окончания средней школы (февраль 1930 года) сделал попытку поступить в Московский энергетический институт, но у него не приняли документы, поскольку он был из семьи служащих. Для получения рабочего стажа он полгода работал счетоводом в колхозе. Осенью приехал в Москву к сестре матери, поступил в ФЗУ завода имени С. Орджоникидзе, по окончании училища (1932) работал токарем по металлу в мастерских Центросоюза. В 1933 году поступил на электромеханический факультет Московского энергетического института (МЭИ)[2]. Среди его преподавателей был Болеслав Казимирович Буль[3].

- 1939 Окончил МЭИ (с отличием). Руководитель дипломного проекта академик В. С. Кулебакин.
- 1940—1946 старший научный сотрудник Института автоматики и телемеханики.
- С 1944 преподаватель кафедры «Автоматическое управление и стабилизация самолётов» Московского авиационного института (МАИ).
- 1945 защитил диссертацию «Анализ автоматических копировальных систем» и, минуя степень кандидата наук, ему присвоили учёную степень доктора технических наук.
- 1947—1951 директор Института автоматики и телемеханики.
- С 1948 профессор МАИ.
- С 1950 заведующий кафедрой МАИ.
- С 1951 заведующий отделом Института проблем управления АН СССР.
- С 1953 член-корреспондент АН СССР.
- С 1960 академик АН СССР.
- С 1963 Академик-секретарь Отделения механики и процессов управления АН СССР.
- С 1966 председатель Совета по международному сотрудничеству в области исследования и использования космического пространства при АН СССР (Совет «Интеркосмос»).
- Был одним из академиков АН СССР, подписавших в 1973 году письмо учёных в газету «Правда» с осуждением «поведения академика А. Д. Сахарова». В письме Сахаров обвинялся в том, что он «выступил с рядом заявлений, порочащих государственный строй, внешнюю и внутреннюю политику Советского Союза», а его правозащитную деятельность академики оценивали как «порочащую честь и достоинство советского учёного»[4][5].
- С 1979 вице-президент АН СССР.

Главный редактор журнала «Известия АН СССР. Техническая кибернетика» (ныне «Известия Академии наук. Теория и системы управления»), член редколлегий других журналов.
Действительный член Международной академии астронавтики (1971), член Чехословацкой, Венгерской, Болгарской и Польской академий наук.

## Научная деятельность
Основные труды по теории автоматического регулирования, теории инвариантности систем автоматического управления, самонастраивающимся системам, информационным проблемам теории управления, системам автоматического управления движущимися объектами. Результаты, полученные Петровым в теории автоматического управления сложными объектами, нашли широкое применение в ракетно-космической технике.
Создал метод структурных преобразований схем автоматических систем и разработал соответствующий математический аппарат — алгебру структурных преобразований. Провёл глубокие исследования в области методов интегрирования нелинейных дифференциальных уравнений («феномен Петрова»). Установил границы применимости метода Чаплыгина.
Один из основоположников теории инвариантности систем управления. Сформулировал критерий физической реализуемости условий инвариантности — принцип двухканальности Петрова.
- 1950-е — 1960-е годы: поставил и провёл исследования в области теории и практики нелинейных сервомеханизмов. Вместе с учениками развил методы расчёта и исследования сервомеханизмов и осуществил передачу результатов специализированным КБ для последующей реализации.
- С 1955 года руководил разработкой методов построения нелинейных систем управления с переменной структурой, развитием методов синтеза и анализа таких систем.
- С 1956 года разарабатывал теорию систем управления космических аппаратов.
- В 1957 году возглавил работы по теории, проектированию и созданию беспоисковых самонастраивающихся систем (адаптивных систем с моделью). Руководил разработкой и созданием адаптивных систем управления для некоторых классов ракет Главного конструктора И. С. Селезнёва. В дальнейшем разрабатывал новое перспективное направление — теорию координатно-параметрического управления.
- 1950-е годы: работал совместно с академиком С. П. Королёвым над системами регулирования для первой межконтинентальной баллистической ракеты Р-7. Часто принимал участие как консультант на заседаниях совета Главных конструкторов, возглавляемого С. П. Королёвым. В 1950—1951 годах совместно с сотрудниками получил первые конструктивные результаты в исследовании динамики жидкостных ракетных двигателей (ЖРД) и его электронном аналоговом моделировании — выполненные исследования помогли найти способы борьбы с продольной неустойчивостью ракеты Р-7.

## Гражданская деятельность
Осуществил научную и гражданскую реабилитацию профессора Г. В. Щипанова, подвергшегося в 1939—1940 годах уничтожающей критике за статью по инвариантности.

## Публикации
Автор около 200 публицистических и научно-популярных статей по крупным научным проблемам, связанным с развитием автоматики, вычислительной техники, автоматизации эксперимента, программного управления космическими исследованиями.
Из книг:
- Петров, Борис Николаевич. Герметическая кабина, как объект регулирования давления и подачи воздуха [Текст] / Д-р техн. наук Б. Н. Петров, доц. канд. техн. наук Б. И. Якимов. - [Москва] : светолит. МСХ, 1947. - 27 с. : черт.; 21 см. - (Труды МАИ/ М-вы высш. образования СССР. Моск. ордена Ленина авиац. ин-т им. Серго Орджоникидзе; Вып. 11).
- Петров Борис Николаевич. Космические исследования и научно-технический прогресс. Москва. «Знание» 1971 г. 48 стр.[6]
- Петров Б. Н., Воронов А. А. Техническая кибернетика.  - [Москва] : [б. и.], 1967. - 50 л.; 30 см.
- Многорежимные и нестационарные системы автоматического управления [Текст] / [Б.Н. Петров, А.Д. Александров, В.П. Андреев и др.]. - Москва : Машиностроение, 1978. - 239 с. : ил.; 22 см.
- Исследования по теории многосвязных систем : [Сб. статей] / Ин-т пробл. управления(автоматики и телемеханики); [Отв. ред. Б. Н. Петров, М. В. Мееров]. - М. : Наука, 1982. - 151 с.
- Бортовые терминальные системы управления : Принципы построения и элементы теории / Б. Н. Петров, Ю. П. Портнов-Соколов, А. Я. Андриенко, В. П. Иванов. - М. : Машиностроение, 1983. - 200 с. : ил.; 22 см.
- Навигационное обеспечение полета орбитального комплекса "Салют-6" - "Союз" - "Прогресс" / [И. К. Бажинов, В. П. Гаврилов, В. Д. Ястребов и др.]; Отв. ред. Б. Н. Петров, И. К. Бажинов. - М. : Наука, 1985. - 375 с. : ил.; 25 см.;
- Системы автоматического управления объектами с переменными параметрами / [Б. Н. Петров, Н. И. Соколов, А. В. Липатов и др.]. - М. : Машиностроение, 1986. - 253,[1] с. : ил.; 22 см.;

Сборник избранных трудов
- Петров, Борис Николаевич. Избранные труды : в 2 т. / АН СССР, Отд-ние механики и процессов управления, Ин-т пробл. управления (автоматики и телемеханики) ; [Сост. И. А. Петрова ; Ред. Л. Г. Никольская ; Редкол. : О. М. Белоцерковский и др.]. - Москва : Наука, 1983. - [1] л. портр.; 22 см.

Некоторые отчёты
- Петров, Борис Николаевич. Об основных научных результатах в области механики и процессов управления за 1975 г. [Текст] : Докл. акад.-секр. Отд-ния механики и управления АН СССР акад. Б. Н. Петрова Общему собранию Отд-ния 15 марта 1976 г. / АН СССР. Отд-ние механики и процессов упр. - Москва : [б. и.], 1976. - 43 с.; 26 см.
- Петров, Борис Николаевич. Космические исследования и научно-технический прогресс / Б. Н. Петров, акад. - Москва : Знание, 1971. - 48 с. : ил.; 21 см.
- Петров, Борис Николаевич. Отчёт о командировке в Италию для участия в работе III Международной конференции по космической технике / АН СССР. ВИНИТИ. - Москва : ВИНИТИ, 1971. - 47 с.; 29 см.
- Петров, Борис Николаевич. Отчёт о командировке в США [для участия в XXVII конгрессе Международной астронавтической федерации. 10-16 окт. 1976 г. Анахейм] [Текст] / АН СССР. ВИНИТИ. - Москва : [б. и.], 1977. - 69 с.; 21 см.
- Петров, Борис Николаевич. Отчёт XXVIII Конгресса Международной астронавтической федерации / Акад. Б.Н. Петров. - Москва : [б. и.], 1978. - 48 с.; 27 см.

## Книги о научном вкладе Б.Н. Петрова
- Курдюков, Александр Петрович. Академик Борис Николаевич Петров / А. П. Курдюков, В. Ю. Рутковский ; под ред. С. Н. Васильева ; Российская акад. наук, Ин-т проблем управления им. В. А. Трапезникова. - Москва : Наука, 2013. - 184, [2] с. : ил., цв. ил., портр., факс.; 22 см.; ISBN 978-5-02-038088-2

## Награды
- Герой Социалистического Труда (1969)
- 5 орденов Ленина
- Орден Октябрьской Революции
- Орден Трудового Красного Знамени
- Орден Красной Звезды
- Ленинская премия (1966)
- Государственная премия СССР (1972)
- Золотая медаль Национального центра космических исследований Франции

## Память
- В ноябре 1980 года вышло постановление Правительства об увековечении памяти Б. Н. Петрова; Президиум АН СССР учредил золотую медаль имени Б. Н. Петрова (с 1993 года — премия), присуждаемую за выдающиеся работы в области теории и систем автоматического управления, а также в области экспериментальных исследований по освоению космического пространства[7]
- В 1983 году была выпущена почтовая марка СССР, посвящённая Петрову.
- Мемориальные доски в память Бориса Николаевича Петрова установлены на зданиях Института проблем управления и Московского авиационного института.
- Музей академика Б. Н. Петрова в средней школе 20 (Ныне МБОУ лицей № 1 имени академика Б.Н Петрова)

- Именем Б. Н. Петрова названы:
  - Площадь академика Петрова (Москва).
  - Улица академика Петрова (Смоленск).
  - Научно-исследовательское судно (Академии наук) Академик Борис Петров.
  - Одна из аудиторий Московского авиационного института академии наук.
  - МБОУ лицей № 1 (Имени академика Б. Н. Петрова)